# Complexe projectieve ruimte
In de wiskunde is een complexe projectieve ruimte, aangeduid door 
{\displaystyle \mathbb {CP} ^{n}} ( of ook P(Cn+1), Pn(C) of CPn)
een projectieve ruimte van (complexe) lijnen in Cn+1. 
Het geval n = 1 geeft de riemann-sfeer (ook wel de complexe projectieve lijn genoemd), en het geval n = 2 is het complexe projectieve vlak. 
De oneindige directe vereniging, aangeduid door {\displaystyle \mathbb {CP} ^{\infty }} is van bijzonder belang als een universeel object, zie K(Z,2). 